# Bacillus (insecto)
Bacillus es un género de insectos palo de la familia Bacillidae. El género comprende seis especies que se distribuyen en Europa y el norte de África.

## Especies
Se reconoce las siguientes especies:
- Bacillus atticus Brunner von Wattenwyl, 1882
- Bacillus grandii Nascetti & Bullini, 1982
- Bacillus inermis (Thunberg, 1815)
- Bacillus lynceorum Bullini, Nascetti & Bianchi Bullini, 1984
- Bacillus rossius Rossi, 1788 (especie tipo)
- Bacillus whitei Nascetti & Bullini, 1981